# Gunn-Rita Dahle Flesjå
Gunn-Rita Dahle Flesjå (Stavanger, 10 de febrer de 1973) és una ciclista noruega especialista en ciclisme de muntanya en la modalitat de cross-country olímpic (XCO) i en la de marató (XCM). Ha participat en cinc edicions dels Jocs Olímpics, guanyant la medalla d'or al 2004. També ha obtingut nombrosos campionats del món i d'Europa. En la seva carrera professional, fou una de les ciclistes més rellevants a la UCI Mountain Bike World Cup XCO.

## Palmarès en ciclisme de muntanya
- 2002
  -  Campiona del món en Camp a través
  -  Campiona d'Europa en Camp a través
- 2003
  -  Campiona d'Europa en Camp a través
  - 1a a la Copa del món en Camp a través
- 2004
  -  Medalla d'or als Jocs Olímpics del 2004 en Ciclisme de muntanya
  -  Campiona del món en Camp a través
  -  Campiona del món en Marató
  -  Campiona d'Europa en Camp a través
  - 1a a la Copa del món en Camp a través
- 2005
  -  Campiona del món en Camp a través
  -  Campiona del món en Marató
  -  Campiona d'Europa en Camp a través
  - 1a a la Copa del món en Camp a través
- 2006
  -  Campiona del món en Camp a través
  -  Campiona del món en Marató
  -  Campiona d'Europa en Marató
  - 1a a la Copa del món en Camp a través
- 2008
  -  Campiona del món en Marató
- 2009
  -  Campiona d'Europa en Marató
- 2011
  -  Campiona d'Europa en Camp a través
- 2012
  -  Campiona d'Europa en Camp a través
- 2013
  -  Campiona del món en Marató
- 2015
  -  Campiona del món en Marató

## Palmarès en carretera
- 1998
  - Vencedora d'una etapa al Gran Bucle
- 1999
  - Vencedora d'una etapa a la Volta a Turíngia